# Pharoah Sanders
Pharoah Sanders, született Farrell Sanders (Little Rock, 1940. október 13. – Los Angeles, 2022. szeptember 24.) amerikai szaxofonos.

## Pályakép
Gyerekkorában klarinétozott, majd középiskolásként inkább tenorszaxofonozni kezdett. Becenevét nagyanyjától kapta, majd Sun Ra bátorítására kezdte el használni. 1959-ben Kaliforniába költözött, ahol képzőművészetet és zenét tanult, dzsesszklubokban kezdett el fellépni. Így ismerkedett meg John Coltrane-nel. 1961-ben New Yorkba ment és R&B-együttesekben játszott. Nyomorközeli körülmények között gyakran az utcán húzta meg magát.
1965-től Coltrane zenészpartnereként számos kiemelkedő albumon működött közre.

## Lemezek
- Pharoah's First 1964
- Tauhid 1966
- Izipho Zam 1969
- Karma 1969
- Jewels of Thought 1969
- Summun, Bukmun, Umyun 1970
- Thembi 1971
- Village of the Pharoahs 1971
- Black Unity 1971
- Live at the East 1971
- Wisdom Through Music 1972
- Elevation 1973
- Love in Us All1973
- Voyage to Uranus 1974
- Pharoah 1977
- Love Will Find a Way 1977
- Beyond a Dream 1978
- Journey to the One 1980
- Live 1981
- Rejoice 1981
- Heart is a Melody 1982
- Shukuru 1985
- Oh Lord, Let Me Do No Wrong 1989
- A Prayer Before Dawn 1987
- Africa 1987
- Moonchild 1989
- Welcome to Love (Live) 1990
- Crescent with Love 1992
- Naima 1995
- Message from Home 1996
- Save our Children 1999
- Spirits 2000
- With a Heartbeat 2003
- The Creator Has a Master Plan (Live) 2003

## Díjak
- 1988: Grammy-díj, Best Jazz Instrumental Performance, Group